# Princ iz Bel Aira
Princ iz Bel Aira je američka humoristična serija. Radnja se odvija na Bel Airu. U uvodnoj špici serije mladi Will Smith priča kako ga je majka, zbog tučnjave na košarkaškom igralištu u zapadnoj Philadelphiji, poslala da živi k tetku i tetki u Bel Air.
Podeblji tetak Phil, uspješan je odvjetnik koji je studirao na Princetonu. Njegova žena, Vivian je profesorica na koledžu. Njihov butler, Geoffrey, stalno na smiješan i sarkastičan način kritizira svoju plaću i posao. Phil i Vivian imaju dvije kćeri i sina. 
Kćer Hilary je priglupa i sve shvaća doslovno, a opsjednuta je svojim izgledom. Sin Carlton je inteligentan, te stalno ponavlja svoje pametne fraze i citate. Pokušao se upisati na Princeton, ali nije uspio, za razliku od Willa. Will mu je dao savjet prije upisa: "samo budi svoj. To sam ja napravio.". To je dovelo do toga da se Carlton pravio kao da je Will, ali je dekan mislio da je Carlton lud, jer mu je u jednom trenutku prijetio smrću. Najmlađa kćer, Ashley, u seriju je došla kao mala djevojčica, a tijekom serije je ušla u pubertet.
Posebnost ove serije je, kao i u Pod istim krovom, to da su svi glavni likovi crne rase (osim Hilary, ona je mulat).

### Zanimljivosti o seriji
- Prije no što je zaigrala lik Lise Wilkes, glumica Nia Long se pojavila u seriji kao Claudia, Willova pratilja na plesu u epizodi druge sezone She Ain't Heavy. Uz to, Nia i Will Smith su se također zajednički pojavili u američkoj komediji Made in America, u kojoj su glavne uloge tumačili Ted Danson i Whoopi Goldberg.
- Serija je s prikazivanjem trebala završiti u proljeće 1994., jer je Will Smith izrazio želju da se upusti u druge projekte, nakon završetka serije. Nakon što je nekoliko epizoda snimljeno u ožujku, Will je rekao producentima da, zbog inzistiranja fanova, namjerava nastaviti sa snimanjem showa.
- Queen Latifah je u seriji također nastupala dvaput, s dvije različite uloge. U prvoj sezoni je igrala lik "Marisse Redman" koja je bila snobovska 40-godišnja glumica, te je bila zaljubljena u Willa, dok je u drugoj sezoni igrala Willovu pratilju na školskom plesu, koju su ismijavali zbog debljine.
- Janet Hubert-Whitten je napustila seriju zbog problema s ugovorom i kreativnih različitosti s Willom Smithom, koji je kasnije postao i egzekutivni producent serije. Daphne Maxwell-Reid je bila njena zamjena.
- Zvijezda popularne američke humoristične serije The Jeffersons, Sherman Hemsley, koji je u seriji igrao lik suca Carla Robertsona, protivnika Phillipa Banksa, se pojavio 1995. godine u istoj epizodi sa svojom bivšom kolegicom iz The Jeffersons, Isabel Sanford. Isabel i Sherman se također pojavljuju i na kraju serije, kada kupe kuću obitelji Banks.
- U nekim epizodama, Will često spominje Muhameda Alija. Godinama kasnije, Will Smith je u filmu "Ali" interpretirao lik poznatog boksača.
- U jednoj od epizoda, Will se sjeća lika "Chicken Georgea", lika iz poznate mini-serije Korijeni (Roots), kojeg je glumio Ben Vereen. U epizodi Papa's Got a Brand New Excuse, upravo je Ben igrao lik Willova oca.
- U hit filmu iz 1996.-e, Dan nezavisnosti (Independence Day), djevojku lika Willa Smitha igra glumica Vivica A. Fox, čijeg je sina u filmu interpretirao Ross Bagley. Ross je u "Princu" igrao lik Willova bratića, Nickya, a Vivica se u seriji pojavila dvaputa, prvo kao Jazzova sestra, a potom i kao Willova djevojka u jednoj epizodi.
- Iako je Janet Hubert-Whitten (Vivian) u seriji igrala majku od Karyn Parsons (Hillary), Janet je u pravom životu od Karyn starija samo 10 godina.
- Svjetski poznata manekenka Naomi Campbell se također pojavila u seriji kao dadilja s kojom je hodao Geoffrey, i za koju se zanimao Will. Naomi se kasnije spominje u jednoj od epizoda, kada je Ashley bila zaluđena idejom da se upusti u manekenske vode. Will je tom prilikom pitao tajnicu u modnoj agentici sljedeće pitanje: "Pretpostavljam da Naomi nije ovdje?"
- U špici serije, Willova majka je prikazana kao starija žena, no u samoj seriji, Willovu majku je glumila žena srednjih godina.
- Tokom cijele serije, u njoj se pojavilo i mnogo zvijezda iz svijeta sporta, showbussinesa, politike itd. Spomenimo neke od njih : Oprah Winfrey, Donald Trump, Vanessa Williams, D. L. Hughley, Naomi Campbell, Quincy Jones, Isiah Thomas, Evander Holyfield, Jay Leno, Don Cornelius, William Shatner, Lela Rochon, Larenz Tate, Don Cheadle, Vivica A. Fox, Kareem Abdul-Jabbar, Tom Jones, Hank Azaria, Wayne Newton, Bo Jackson, Boyz II Men, Dr. Dre, Lark Voorhies, Duane Martin, Chi McBride, George Wallace, John Witherspoon, Jaleel White, B. B. King, Dick Clark, Robin Givens, Brad Garrett, Pam Grier, Regis Philbin, Chris Rock, Malcolm Jamal-Warner, Hugh Hefner, Kathy Griffin, Zsa Zsa Gabor, Queen Latifah, Milton Berle i Isaac Hayes.

### Postava serije
| Ime glumca/glumice   | Uloga u seriji       | Sezona u seriji |
| Will Smith           | William "Will" Smith | 1-6             |
| James Avery          | Phillip Banks        | 1-6             |
| Alfonso Ribeiro      | Carlton Banks        | 1-6             |
| Karyn Parsons        | Hillary Banks        | 1-6             |
| Tatyana Ali          | Ashley Banks         | 1-6             |
| Janet Hubbert-Whiten | Vivian Banks #1      | 1-3             |
| Daphne Maxwell-Reid  | Vivian Banks #2      | 4-6             |
| Joseph Marcell       | Geoffrey             | 1-6             |
| Jeffrey A. Towns     | Jazz                 | 1-6             |
| Ross Bagley          | Nicky Banks          | 5-6             |